# مايكل بيريرا
مايكل بيريرا (بالفرنسية: Michaël Pereira)‏ (8 ديسمبر 1987 باريس فرنسا - ) هو لاعب كرة قدم فرنسي.

## روابط خارجية
- مايكل بيريرا على موقع اتحاد تركيا (لاعب) (الإنجليزية)
- مايكل بيريرا على موقع قاعدة بيانات كرة القدم.إي يو (الإنجليزية)
- مايكل بيريرا على موقع Soccerbase.com (لاعب) (الإنجليزية)
- مايكل بيريرا على موقع Soccerway.com (الإنجليزية)
- مايكل بيريرا على موقع عالم كرة القدم.نت (الإنجليزية)
- مايكل بيريرا على موقع AS.com (الإسبانية)